# Rostrennvogel
Der Rostrennvogel (Cursorius rufus) ist eine Limikolenart, die zur Familie der Brachschwalbenartigen (Glareolidae) gehört.
Er kommt in den Halbwüsten vom Südwesten Angolas über Namibia, den Süden Botswanas bis Südafrika vor.

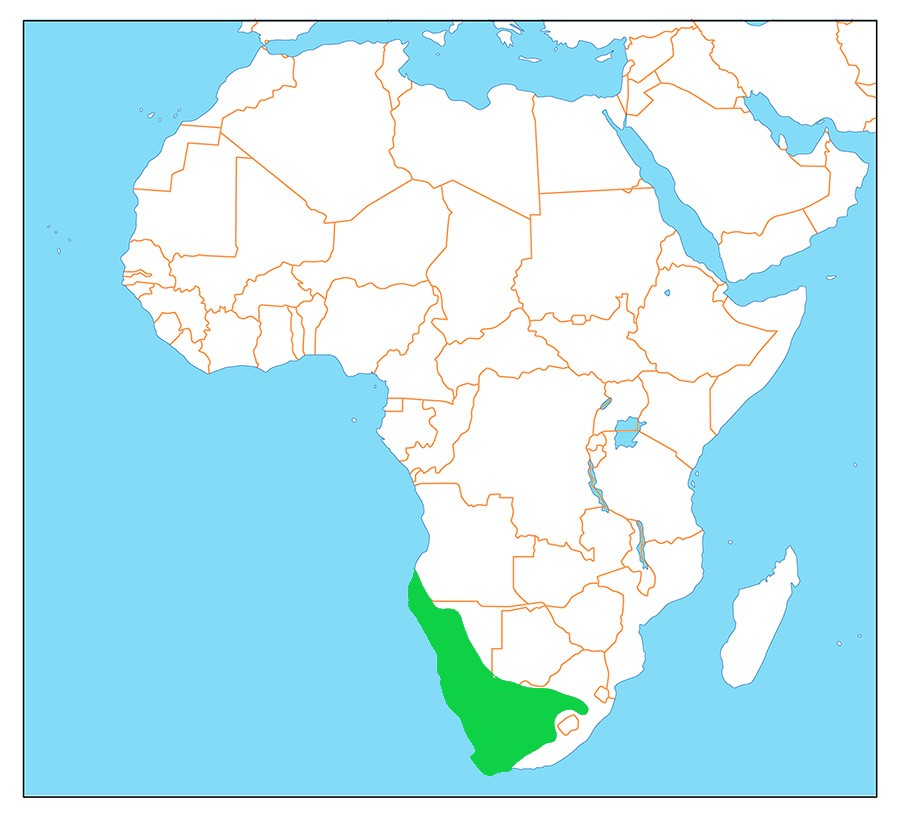
Verbreitungsgebiet

Der Lebensraum umfasst trockene, offene, kaum bewachsene Flächen, überweidete und abgebrannte Weiden, Salztonebenen. Die Art zieht den geeigneten Lebensbedingungen hinterher, aber nicht über lange Strecken.
Der Artzusatz kommt von lateinisch rufus ‚rotbraun‘.

## Merkmale
Diese Art ist 20 bis 23 cm groß und wiegt zwischen 70 und 110 g. Sie ist einfarbig blass rotbraun auf der Oberseite einschließlich der Flügeldecken, Stirn und Scheitel vorne, der nach hinten bis zum Nacken blaugrau wird. Darunter findet sich ein breiter, V-förmig in den Nacken übergehender weißer Überaugenstreif mit weißem Augenring sowie ein schmaler schwarzer Augenstreif. Der Schnabel ist schwarz. Der Vogel ist blasser und kontrastärmer gefärbt als der Temminckrennvogel (Cursorius temminckii). Hinter dem Beinansatz grenzt ein schwarzes Band die rotbraune Brust vom weißen Bauch ab, die Beine sind weißlich grau. Im Fluge zeigen die Armschwingen einen breiten weißen Rand, die Unterflügeldecken sind rotbraun, die Armschwingen überwiegend weiß, die Handschwingen sind schwarz.
Jungvögel sind auf der Oberseite gefleckt mit gebänderter Schwanzspitze und kaum abgegrenztem schwarzen Band zwischen Brust und Bauch.
Die Art ist monotypisch.

## Stimme
Der Ruf wird als harsches wiederholtes „wark“ oder einzelnes „chuk“ beim Auffliegen, als „chuk chuk“ im Fluge beschrieben, der Kontaktruf als „kok-kok-kwich“ oder „kwirrt-kwirrt“.

## Lebensweise
Die Nahrung besteht aus Insekten, Raupen, Ameisen und gelegentlich Pflanzensamen, die umher rennend, plötzlich stehenbleibend und vom Boden aufpickend, aber auch mit dem Schnabel grabend in losem Sand unter Büschen erbeutet werden. Die Art tritt in kleinen Gruppen, häufiger jedoch paarweise auf.
Die Brutzeit liegt in der Trockenzeit vor Beginn der Regenzeit. Der Vogel ist monogam, das Gelege besteht aus meistens zwei creme-weißen bis blass-steinfarbenen Eiern direkt auf dem Erdboden.

## Gefährdungssituation
Die Art gilt als nicht gefährdet (Least Concern).